# Almendral de la Cañada
Almendral de la Cañada é um município da Espanha na província de Toledo, comunidade autónoma de Castilla-La Mancha, de área 34 km² com população de 368 habitantes (2006) e densidade populacional de 10,82 hab./km².

## Demografia
| Variação demográfica do município entre 1991 e 2004 | Variação demográfica do município entre 1991 e 2004 | Variação demográfica do município entre 1991 e 2004 | Variação demográfica do município entre 1991 e 2004 |
| --------------------------------------------------- | --------------------------------------------------- | --------------------------------------------------- | --------------------------------------------------- |
| 1991                                                | 1996                                                | 2001                                                | 2004                                                |
| 431                                                 | 399                                                 | 398                                                 | 383                                                 |